# Kaykhusraw III
Ghiyath al-Din Kaykhusraw III (àrab i persa: غياث الدين كيخسرو بن قلج ارسلان, Ghīyāth al-Dīn Kaykhusraw bin Qilij Arslān; turc: Gıyaseddin Keyhüsrev) fou sultà de Rum del 1265 al 1284.
Era fill de Rukn al-Din Kilidj Arslan IV i va pujar al tron amb pocs anys (entre 2 i 5 anys) sent proclamat pel pervaneh Muin al-Din Sulayman a la mort del pare (probablement el 1265). El pervaneh fou el verdader governat. Muin al-Din va morir el 1277 i el va substituir al front del govern el visir Fakhr al-Din Ali.
El 1277, el soldà mameluc Bàybars I derrotà els mongols a la batalla d'Elbistan i temporalment dominà els seljúcides d'Anatòlia; malgrat això, no aconseguí suficient suport local i hagué de retornar a Egipte i els mongols tornaren a assumir el control.
Vers 1280 va esdevenir major d'edat i es va posar sota protecció del kan Abaqa (1265-1282), però el 1281 un cosí, Giyath al-Din Masud II, fill d'Izz al-Din Kaukaus II, va desembarcar a Anatòlia procedent de l'exili de Crimea, i el kan va concedir a aquest la sobirania teòrica sobre el territori karamànida. Poc després va morir Abaqa (el 1282) i Kaykhusraw es va trobar compromès en la revolta del governador mongol Kangirtay o Konghurtay (1283) contra el seu germà, el nou kan Ahmad Tegüder. El rebel finalment el va deposar i el va fer matar (març de 1284) i va posar al tron a Giyath al-Din Masud II (juny de 1284). La mare de Kaykhusraw III que defensava els drets dels seus nets (fills del sultà executat) aconseguí més tard per un temps capgirar la situació amb ajut dels ashràfides i karamànides.